# Liste von Mühlen in den linkselbischen Tälern
Die Liste von Mühlen in den linkselbischen Tälern gibt eine Übersicht über die historischen Wassermühlen an den Bachläufen der  linkselbischen Täler zwischen Dresden und Meißen unabhängig davon, ob sie noch existieren oder bereits verfallen und abgerissen sind. Es wurden über 30 Mühlenstandorte erfasst. Viele Mühlen existieren nicht mehr, einige sind umgebaut und dienen anderen Zwecken.
Bei Mühlen, die unter Denkmalschutz stehen, kann über die ID-Nummer der jeweilige Denkmaltext aus der sächsischen Denkmalliste aufgerufen werden. Die historische Bedeutung der Mühlen als Einzeldenkmale ergibt sich aus dem Denkmaltext des Landesamts für Denkmalpflege Sachsen.

## Legende
- Bild: zeigt ein Bild der Mühle und gegebenenfalls zusätzlich einen Link zu weiteren Fotos im Medienarchiv Wikimedia Commons.
- Bezeichnung: Name der Mühle und gegebenenfalls Bauwerksname des Kulturdenkmals
- Lage: Ortsteil bzw. Gemarkung sowie Straßenname und Hausnummer. Der Link Karte führt zur Kartendarstellung.
- Datierung: gibt das Jahr der Fertigstellung oder den Zeitraum der Errichtung an.
- Beschreibung: Angabe baulicher und geschichtlicher Einzelheiten, von Denkmaleigenschaften sowie ehemaligen Besitzern oder Bewohnern der Mühle
- ID: Falls die Mühle ein Kulturdenkmal ist, ist hier die ID-Nr. des Landesamts für Denkmalpflege Sachsen angegeben. Ein ggf. vorhandenes Icon  führt zu den Angaben bei Wikidata.

## Liste von Mühlen in den linkselbischen Tälern
Die Liste der ehemaligen Mühlen ist entsprechend der örtlichen Lage von der Quelle bis zur Mündung gegliedert.
| Mühlen am Zschonerbach (Zschonergrund)    |                                                    |                                               |                   | |                          |
| Weitere Bilder                            | Schulzenmühle Steinbach                            | Steinbach, Am Mühlberg 2 (Karte)              | Mitte 19. Jh.     | ehem. Schulzenmühle Steinbach am Zschonerbach; Wohnhaus, Scheune, Seitengebäude und Hofeinfahrt eines ehemaligen Mühlengehöfts; seit der 2. Hälfte des 19. Jahrhunderts im Besitz der Familie Schulze und als Ausflugsgaststätte betrieben, Scheune mit den ortstypischen ziegelversetzten Rundbogenöffnung, als charakteristische ländliche Gebäude ihrer Zeit baugeschichtlich bedeutend, als einstige Mühle des Ortes und traditionsreiches Gaststätte auch ortsgeschichtlich von Belang. | 09283225                 |
| Weitere Bilder                            | Zschonermühle Podemus                              | Podemus, Zschonergrund 2 (Karte)              | 1812              | ehem. Zschonermühle; Hofanlage mit Mühlengebäude einschl. Wasserrad und Kammrad im Inneren, Gesindehaus, Scheune mit Anbau, Torbogen, Mauerresten eines vierten Gebäudes und Reste der Hofpflasterung, dazu Steinbogenbrücke aus gesetztem Sandstein und Bruchsteinmauer um den zur Mühle gehörenden Weinberg; bemerkenswertes Fachwerkensemble, anschaulich erhaltener Mühlen-Komplex, baugeschichtlich, ortsgeschichtlich und technikgeschichtlich bedeutend, zudem in dieser Form und im Großraum Dresden singulär, heute Gasthaus und Kulturzentrum.                                            | 09283195                 |
| Weitere Bilder                            | Weltemühle Dresden-Kemnitz                         | Dresden-Kemnitz, Merbitzer Straße 53 (Karte)  |                   | ehem. Weltemühle Dresden-Kemnitz, ab 1870 Gastwirtschaft und Ausflugslokal, jetzt Hotel | Wikidata-Objekt anzeigen |
| Mühlen am Lotzebach                       |                                                    |                                               |                   | |                          |
| Weitere Bilder                            | Lochmühle (Oberwartha)                             | Oberwartha, Lotzebachstraße 27 (Karte)        | 1809              | ehem. Lochmühle Oberwartha am Lotzebach. Ehemaliges Mühlengebäude; markantes Fachwerkgebäude mit seitlichem Portal, ortsgeschichtlich und baugeschichtlich von Wert sowie landschaftsgestalterisch bedeutend. | 09275133                 |
| Weitere Bilder                            | Waldmühle Brabschütz                               | Brabschütz, Lotzebachstraße 31 (Karte)        | um 1870           | ehem. Waldmühle Brabschütz, Getreidemühle; Haupthaus einer ehemaligen Kornmühle; später als Gasthaus genutzt, wissenschaftlich-dokumentarischer Wert als noch erhaltenes Beispiel der Mühlenbau-Tradition, baugeschichtlich, ortsgeschichtlich und technikgeschichtlich bedeutend. | 09283221                 |
| Mühlen am Tännichtgrundbach               |                                                    |                                               |                   | |                          |
| Weitere Bilder                            | Tännichtmühle Weistropp                            | Weistropp (Karte)                             |                   | ehem. Weistropper Tännichtmühle am Tännichtgrundbach, 1872 durch Brand zerstört und nicht wieder aufgebaut, genaue Lage unklar (wüst) |                          |
| Weitere Bilder                            | Obere Mühle Niederwartha                           | Niederwartha, Tännichtgrundstraße 18 (Karte)  | 1843              | ehem. Niederwarthaer Obermühle, auch Tännichtgrundmühle oder Schneidermühle genannt; Wohnhaus mit angebauten Gewerbegebäude, Nebengebäude mit Uhrturm, Mühlenmodelle im Garten, Schauer, Mühlgraben sowie Mühlteich mit Überlauf und Wehr; Hauptgebäude der Mühle dient heute Wohnzwecken, Sägemühle bis heute sporadisch und elektrisch betrieben, 1842 als Mahl- und Schneidemühle errichtet, Gewerbegebäude mit verbrettertem Fachwerkobergeschoss, baugeschichtlich, technikgeschichtlich und ortsgeschichtlich bedeutend.                                                                      | 09275234                 |
| Weitere Bilder                            | Untere Mühle oder Reibigmühle Niederwartha         | Niederwartha, Weistropper Straße 3 (Karte)    | nach 1750         | ehem. Reibigmühle, Rysselmühle oder Niederwarthaer Untermühle. Ehemalige Mühle (mit Bäckerei) und Mühlgraben; Mühle schon im 14. Jh. erwähnt, 1894 umfassender Umbau zu Mühle mit Bäckerei, Hauptgebäude heute Wohnhaus, Mühlgraben mit verbrettertem Überbau, baugeschichtlich, technikgeschichtlich und ortsgeschichtlich bedeutend. | 09275231                 |
| Mühlen an der Wilden Sau (Saubachtal)     |                                                    |                                               |                   | |                          |
| Direkt Bild zu diesem Denkmal hochladen   | Mühle Pohrsdorf                                    | Pohrsdorf, Zur Aue (Karte)                    |                   | ehem. Mühle Pohrsdorf an der Wilden Sau, genaue Lage unklar |                          |
| Weitere Bilder                            | Sparmannmühle Grumbach                             | Grumbach, An der Mühle 1 (Karte)              | 1902              | ehem. Grumbacher Mühle; Wohnmühlengebäude mit Mühlentechnik und Backofen, Resten des Mühlgrabens, Relief mit Mühlstein und Seitengebäude; Seitengebäude Obergeschoss Sichtfachwerk, bildprägendes Mühlenanwesen mit Mühlentechnik vom Anfang des 20. Jahrhunderts mit Untergraben, baugeschichtlich, ortsgeschichtlich und technikgeschichtlich von Bedeutung. | 08964352                 |
| Weitere Bilder                            | Ratsmühle Wilsdruff                                | Wilsdruff, Neumarkt (Karte)                   |                   | ehem. Ratsmühle Wilsdruff, später Möbelfabrik, Gebäude (bis auf das Wohnhaus) sind abgerissen, genaue Lage unklar |                          |
| Weitere Bilder                            | Hofemühle Wilsdruff                                | Wilsdruff (Karte)                             |                   | ehem. Hofemühle Wilsdruff, abgerissen, jetzt Autohaus, genaue Lage unklar |                          |
| Direkt Bild zu diesem Denkmal hochladen   | Faustmühle Wilsdruff                               | Wilsdruff (Karte)                             |                   | ehem. Faustmühle Wilsdruff (Mühlengut), nach 1945 abgerissen, genaue Lage unklar |                          |
| Weitere Bilder                            | Regermühle Sachsdorf                               | Sachsdorf, Saubachtalweg 1 (Karte)            | um 1800           | ehem. Regermühle Sachsdorf, auch Hohlfelds Mühle genannt; Wohnmühlengebäude; Obergeschoss teilweise Fachwerk, Wohnteil 1882 nach Brand massiv gebaut, im Giebel Zwillingsfenster, exponierte Lage, baugeschichtlich und ortsgeschichtlich von Bedeutung. | 09268889                 |
| Weitere Bilder                            | Dorfmühle Sachsdorf                                | Sachsdorf, Poststraße 2 (Karte)               |                   | ehem. Sachsdorfer Dorfmühle mit wertvollem Steinrelief, Mahl- und Ölmühle, jetzt Wohnhaus |                          |
| Weitere Bilder                            | Hesselmühle Klipphausen                            | Klipphausen, Im Winkel 2 (Karte)              |                   | ehem. Hesselmühle Klipphausen, auch als Hofe-, Schloß- oder Richtermühle bekannt, gehörte zum Rittergut und Schloss Klipphausen, später Mühle und Brotbäckerei, Mühlbetrieb bis 1970, jetzt als Wohnhaus genutzt |                          |
| Weitere Bilder                            | Lehmannmühle Klipphausen                           | Klipphausen, Am Mühlgraben 1 (Karte)          | 1704              | ehem. Lehmannmühle Klipphausen; Wohnmühlenhaus, Seitengebäude und Scheune eines Mühlenanwesens, dazu Zufahrtsbrücke über die Wilde Sau (Saubach) sowie Mühlgraben mit Wehranlage, Ober- und Unterlauf (mit Schützen und Fischanstieg), dazu Mühlentechnik, insbesondere Radgrube mit erneuertem Mühlrad; älteste erhaltene Mühle Ostsachsens, bemerkenswertes Mühlenanwesen insbesondere des frühen 18. Jahrhunderts, malerisches Fachwerkensemble, das Wohnmühlenhaus mit sehr alter Fachwerk-Konstruktion (Kopfstreben), baugeschichtlich, ortshistorisch und technikgeschichtlich von Bedeutung. | 09268584                 |
| Weitere Bilder                            | Schlossmühle Klipphausen                           | Sachsdorf, Am Mühlgraben 2 (Karte)            | 1. Hälfte 19. Jh. | ehem. Schlossmühle oder Steyermühle; Wohnmühlenhaus, Seitengebäude und Scheune eines Mühlenanwesens, dazu Zufahrtsbrücke über die Wilde Sau (Saubach); Seitengebäude mit Fachwerk-Obergeschoss, Scheune und Wohnhaus Putzbauten, baugeschichtlich, ortshistorisch und technikgeschichtlich bedeutend. | 09268888                 |
| Direkt Bild zu diesem Denkmal hochladen   | Walkmühle Klipphausen                              | Klipphausen (Karte)                           |                   | ehem. Walkmühle Klipphausen, 1930 abgebrannt, genaue Lage unklar (wüst) |                          |
| Weitere Bilder                            | Neudeckmühle Klipphausen                           | Klipphausen, Neudeckmühlenweg 13 (Karte)      | 1794              | ehem. Neudeckmühle Klipphausen im Saubachtal. Ehemaliges Mühlengebäude, später Gasthaus (zwei Wohnhäuser in Ecklage aneinandergebaut), dazu Zufahrtsbrücke über die Wilde Sau (Saubach); historisches Gasthaus und alte Mühle, Obergeschoss Fachwerk, mehrere Korbbogenportale, Einbogenbrücke zur Mühle, baugeschichtlich und ortsgeschichtlich von Bedeutung. | 09268579                 |
|                                           | Obermühle Constappel                               | Constappel, Mühlenweg 5-5d (Karte)            |                   | ehem. Obermühle Constappel (Theile & Müller Obermühle), Getreidemühle bis in die 1960er Jahre, von 1966 bis 1990 „Erste Deutsche Sack-Zentrale Kunath & Polke“, jetzt Gaststätte und Pension |                          |
| Weitere Bilder                            | Niedermühle, Großmühle oder Begermühle Constappel  | Constappel, An der Wilden Sau 4 (Karte)       | 1810              | ehem. Niedermühle Constappel, auch als Großmühle oder Begermühle bekannt, Mühle und Bäckerei, Mühlenbetrieb bis 1957 |                          |
| Mühlen im Prinzbachtal                    |                                                    |                                               |                   | |                          |
| Direkt Bild zu diesem Denkmal hochladen   | Redrich-Mühle Kleinschönberg                       | Kleinschönberg, Schmiedeberg 1 (Karte)        | 1. Hälfte 19. Jh. | ehem. Kleinschönberger Mühle im Prinzbachtal; Seitengebäude einer ehemaligen Mühle; Obergeschoss Fachwerk, Segmentbogenportal, baugeschichtlich von Bedeutung. | 09268634                 |
| Weitere Bilder                            | Schiebockmühle oder Prinzenmühle Kleinschönberg    | Kleinschönberg, An der Schiebockmühle (Karte) |                   | ehem. Schiebockmühle oder Prinzenmühle Kleinschönberg, 1794 nach Brand wieder aufgebaut, lange Zeit nur mit Schubkarren (Schiebock) erreichbar, später Ausflugsgaststätte, ab 1974 Kinderferienlager, jetzt ruinös |                          |
| Mühlen im Regenbachtal                    |                                                    |                                               |                   | |                          |
| Direkt Bild zu diesem Denkmal hochladen   | Obermühle Röhrsdorf                                | Röhrsdorf, Am Regenbach (Karte)               |                   | ehem. Obermühle Röhrsdorf im Regenbachtal, bis 1786, jetzt Wohnhaus (um 1870), genaue Lage unklar |                          |
| Direkt Bild zu diesem Denkmal hochladen   | Döbler- oder Kutzschemühle Röhrsdorf               | Röhrsdorf, Am Regenbach 66 (Karte)            | 1665              | ehem. Döbler- oder Kutzschemühle Röhrsdorf. Ehemaliges Wohnmühlengebäude (mit angebauter Radkammer) und Scheune eines Mühlenanwesens, dazu Brücke hinter der Scheune über den Regenbach; Wohnmühlengebäude (Erdgeschoss Bruchstein, Obergeschoss Fachwerk, Segmentbogenportal) mit charakteristischer Radkammer aus Bruchstein, Scheune ein Massivbau, Einbogen-Bruchsteinbrücke, baugeschichtlich und ortsgeschichtlich bedeutend, baugeschichtlich von Bedeutung. | 09268892                 |
| Direkt Bild zu diesem Denkmal hochladen   | Voigtmühle Scharfenberg                            | Röhrsdorf, Am Regenbach (Karte)               |                   | ehem. Voigtmühle Scharfenberg, bis 1924 in Betrieb, 1962 abgerissen, 1963/64 Wohnhaus errichtet, genaue Lage unklar |                          |
| Direkt Bild zu diesem Denkmal hochladen   | Zschernigmühle Scharfenberg                        | Röhrsdorf, Am Regenbach (Karte)               |                   | ehem. Zschernigmühle Scharfenberg, bis 1982 in Betrieb, jetzt Wohnhaus, genaue Lage unklar |                          |
| Direkt Bild zu diesem Denkmal hochladen   | Lochmühle oder Melzermühle Limbach                 | Röhrsdorf, Am Regenbach 103 (Karte)           |                   | ehem. Lochmühle oder Melzermühle Limbach, betrieben bis in die 1920er Jahre, genaue Lage unklar |                          |
| Weitere Bilder                            | Pinkowitzmühle                                     | Pinkowitz, Regenbachtal 9 (Karte)             | um 1900           | ehem. Pinkowitzmühle, Mühle und Bäckerei, Ausflugsgaststätte bis 1956, jetzt Wohnhaus. Ehemalige Mühle und Scheune; Putzbau, Gründerzeitgebäude, ortsgeschichtlich von Bedeutung. | 09267677                 |
| Direkt Bild zu diesem Denkmal hochladen   | Kleine Mühle, Hofemühle oder Regermühle Constappel | Constappel, Langer Weg 15 (Karte)             |                   | ehem. Kleine Mühle, auch Hofemühle oder Regermühle Constappel genannt, bis 1952 in Betrieb, jetzt Bauernhof Weise Constappel |                          |
| Mühlen am Gauernitzbach                   |                                                    |                                               |                   | |                          |
| Weitere Bilder                            | Schulze-Mühle Gauernitz                            | Gauernitz, bei Eichhörnchengrund 21 (Karte)   | 1968–1974         | Schulze-Mühle Gauernitz (Modell-Wassermühle) am Gauernitzbach, funktionstüchtige Getreidemühle im Maßstab 1:5. Modellsammlung mit einer Modell-Wassermühle und zwei weiteren Modell-Gebäuden; kulturgeschichtlich von Bedeutung. | 09267673                 |
| Mühlen am Scharfenberger Bach             |                                                    |                                               |                   | |                          |
| Direkt Bild zu diesem Denkmal hochladen   | Kleine Mühle Hinterwinkel                          | Scharfenberg, Hinterwinkel (Karte)            |                   | ehem. Kleine Mühle Hinterwinkel, um 1939 abgebrannt, nur noch das Wohnhaus erhalten, genaue Lage unklar |                          |
| Direkt Bild zu diesem Denkmal hochladen   | Schlossmühle Scharfenberg                          | Scharfenberg (Karte)                          |                   | ehem. Schlossmühle Scharfenberg am Scharfenberger Bach, zwischen dem 3. und 4. Lichtloch vom König David Stolln, genaue Lage unklar |                          |
| Weitere Bilder                            | Alte Mühle Reppina                                 | Reppnitz, An der Elbaue 7 (Karte)             | im Kern 16. Jh.   | ehem. Mühle Reppina; Mühle und ehemalige Bäckerei; schlichter Putzbau mit Segmentbogenportal, baugeschichtlich und ortsgeschichtlich von Bedeutung, ortsbildprägende Lage nahe der Elbe. | 09267597                 |
| Mühlen am Riemsdorfer Wasser (Rehbocktal) |                                                    |                                               |                   | |                          |
| Direkt Bild zu diesem Denkmal hochladen   | Obere Mühle Batzdorf                               | Batzdorf, Rehbocktal 3 (Karte)                | Mitte 19. Jh.     | ehem. Obermühle Batzdorf im Rehbocktal. Ehemalige Mühle, später Forsthaus, heute Wohnhaus, mit Seitengebäude; Obergeschoss Fachwerk verbrettert, baugeschichtlich und ortsgeschichtlich von Bedeutung. | 09267656                 |
| Direkt Bild zu diesem Denkmal hochladen   | Kleine Mühle Batzdorf                              | Batzdorf (Karte)                              |                   | ehem. Kleine Mühle Batzdorf im Rehbocktal, abgerissen, genaue Lage unklar (wüst) |                          |